# 44 км
44 км (рос. 44 км) — селище у складі Юр'янського району Кіровської області, Росія. Входить до складу Загарського сільського поселення.
Населення становить 2 особи (2010, 1 у 2002).
Національний склад станом на 2002 рік — росіяни 100 %.